# Mac Miller
Malcolm James McCormick, alias Mac Miller (Pittsburgh, 19 januari 1992 – Studio City nabij Los Angeles, 7 september 2018), was een Amerikaans rapper. Hij bracht vijf albums, twee livealbums, twee ep's en elf mixtapes uit. Hij beheerde zijn eigen label REMember en stond daarmee onder contract bij Warner Bros. Mac Miller gebruikte Delusional Thomas, EZ Mac, Larry Fisherman, Larry Lovestein en The Velvet Revival als alter ego's.

## Jeugd
McCormick was de tweede zoon van vader Mark McCormick en moeder Karen Meyers. Zijn vader is een christen en zijn moeder is joods. McCormick werd joods opgevoed en had een bar mitswa. McCormick bezocht de Winchester Thurston School en later de Taylor Allderdice High School. Toen hij op laatstgenoemde school zat, begon hij zich te focussen op een rapcarrière. Zo zei hij ooit in een interview: "Toen ik 15 was, speelde ik alle sporten en ging ik naar alle feesten van schoolgenoten. Maar toen ik de hiphop ontdekte, was het al gauw als een beroep, het was het enige wat ik deed."

## Carrière

### 2007-2008: Beginjaren
Voordat McCormicks solocarrière begon, vormde hij met zijn vriend Beedie een duo onder de naam The Ill Spoken. Samen met de eveneens in Pittsburgh geboren en wonende Beedie bracht hij één mixtape uit: How High. Hij gebruikte destijds de artiestennaam EZ Mac, afgeleid van Easy Mac. Onder deze naam bracht hij in 2007 zijn eerste solomixtape uit, getiteld But My Mackin' Ain't Easy. Hij zette deze online toen hij vijftien jaar was. Twee jaar later bracht hij twee andere solomixtapes uit: The High Life en The Jukebox: Prelude To Class Clown. Na het online verschijnen van deze mixtapes, toonde platenmaatschappij Rostrum Records belangstelling voor hem. McCormick tekende een contract in 2009. Op deze manier verliet hij The Ill Spoken. Hij bleef goed contact onderhouden met Beedie.

### 2009-2010: Opkomst
Toen eigenaar Benjy Grinberg van Rostrum Records begin 2010 McCormick ontmoette tijdens een opname met Wiz Khalifa bij ID Labs, begon hij hem advies te geven. McCormick toonde geen interesse en begon op zijn eigen manier te werken aan de mixtape K.I.D.S.. Ondanks dat hoorde Grinberg verbetering in zijn muziek. Hij was niet de enige die dit hoorde en hij stond al snel in de belangstelling van verschillende grotere platenmaatschappijen. Toch koos hij ervoor om zichzelf aan het contract te houden dat hij had getekend bij Rostrum Records. Redenen voor het afwijzen waren onder andere de ligging van de studio van het bedrijf, namelijk in Pittsburgh. Ook de goede band met rapper Wiz Khalifa, die eveneens in Pittsburgh woonachtig is en onder contract staat bij Rostrum Records was een belangrijke reden om niet te vertrekken naar een grotere platenmaatschappij.
In augustus 2010 bleek dat iedere plaats voor de "Incredibly Dope Tour" (vernoemd naar zijn latere mixtape K.I.D.S., wat letterlijk staat voor Kickin' Incredibly Dope Shit) uitverkocht was. Diezelfde maand nog bracht hij de mixtape K.I.D.S. uit. De tournee vond onder andere plaats in Europese steden zoals Londen, Amsterdam en Manchester.

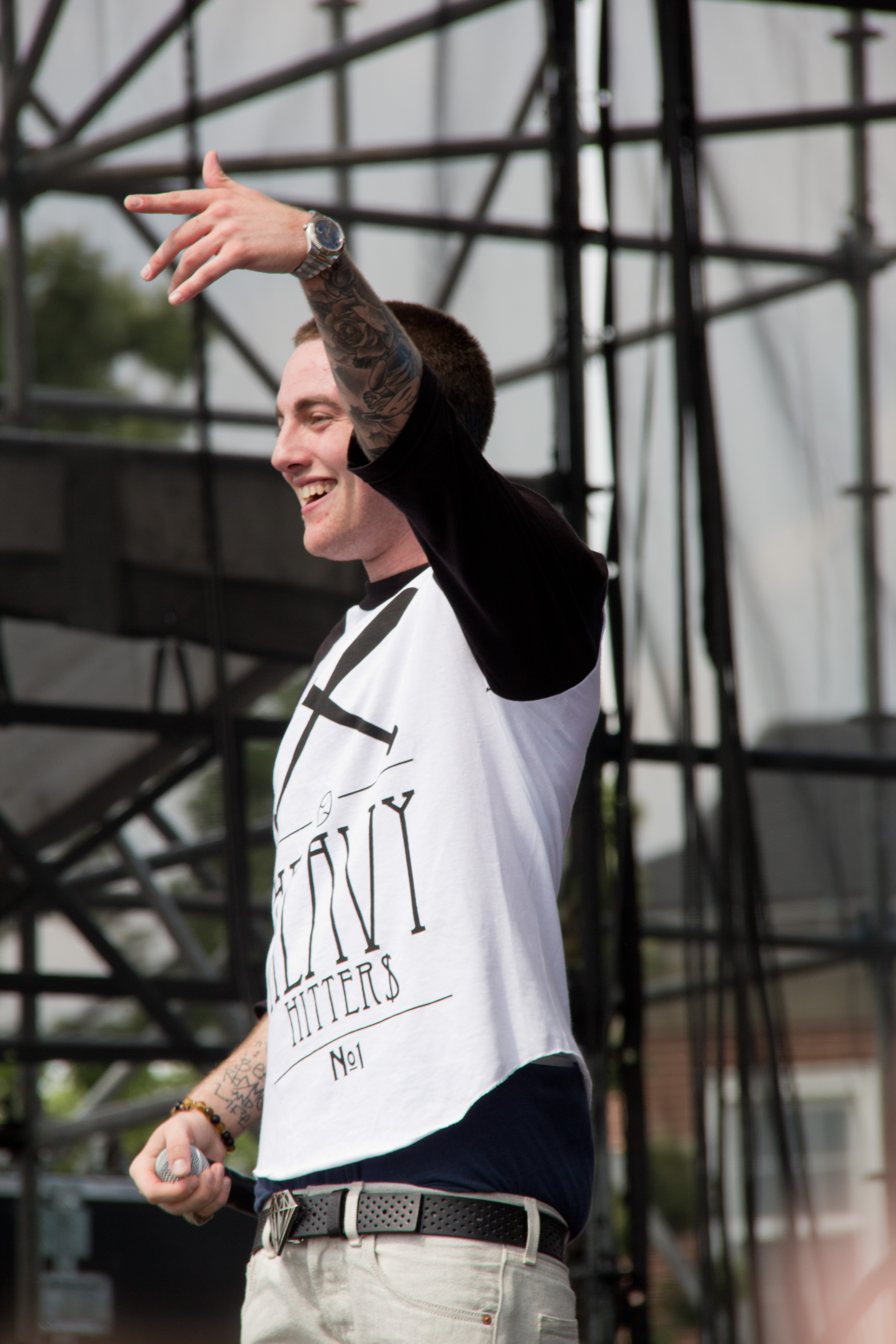
Mac Miller in 2011

### 2011: Doorbraak
Mac Miller bracht in 2011 zijn eerste ep en twee mixtapes uit en debuteerde met zijn album Blue Slide Park.
In 2011 bracht hij zijn vijfde mixtape uit, Best Day Ever. Met het nummer over, de toen toekomstige en inmiddels voormalige Amerikaanse president, Donald Trump behaalde hij platinum. Op 22 maart bracht hij zijn eerste ep uit: On And On And Beyond. De ep bedroeg zes nummers die hij later ook in mixtapes en albums gebruikte.
Op 5 juli liet hij via YouTube weten dat hij zijn eerste album zou gaan uitbrengen met vlak daarna een mixtape: 92 Til Infinity. Zover kwam het niet. Hij bracht alleen het album uit, Blue Slide Park. De titel is afgeleid van een speeltuin waar hij in zijn jeugd tijd doorbracht. Blue Slide staat voor de blauwe glijbaan in de speeltuin. De speeltuin staat twee straten verderop van de school waar hij les kreeg. Tevens liet hij weten dat hij op tour gaat. Dit om het uitbrengen van zijn album te vieren.
Op 12 augustus bevestigde Mac Miller de geruchten dat hij een nieuwe video uit ging brengen. Hij gaat het nummer Frick Park Market uitbrengen. Het nummer is afkomstig van het toekomstige album. Het nummer kwam als nummer zestig binnen in de Billboard Hot 100. Een maand later, op 23 september, bracht hij een video uit, Smile Back. Op 13 oktober bracht hij het openingsnummer van zijn album uit, gelijknamig aan zijn album.
Op 14 oktober bracht hij de mixtape I Love Life, Thank You uit met als reden het bereiken van de één miljoen volgers op Twitter.
Op 8 november kwam het album uit. Binnen één week waren er 150 duizend exemplaren van verkocht. Hiermee verbrak Mac Miller een record. Nog nooit was er een debuterend album dat op nummer één stond in de Billboard 200. Schrijvers Dan en Kulousek hebben een groot aandeel in het succes van het album. Zij waren namelijk samen met Mac Miller verantwoordelijk voor de teksten van enkele bekende nummers van het album. Ze schreven onder andere de teksten van Party on Fifth Ave, Frick Park Market, Of the Soul en Up All Night. Dan en Kulousek waren met name verantwoordelijk voor de flows in het refrein. Later werd bekend dat er een fout in het album zat. Op sommige cd-covers stond namelijk dat er een zeventiende nummer was, namelijk zijn grootste hit Donald Trump. Mac Miller bevestigde via Twitter dat dit een fabrieksfout was. Het album kende uiteindelijk vier echte singles: op 18 augustus 2011, nog voor het uitbrengen van het album, kwam Frick Park Market uit, dit nummer scoorde goed. Elf dagen voor het uitbrengen van het album kwam ook Party on Fifth Ave uit. Ook het nummer Up All Night was een single, ondanks dat dit nummer geen videoclip had. Op 22 juni 2012 boekte ook het nummer Missed Calls het succes om een single te zijn. Uiteindelijk kregen zes nummers een videoclip: Frick Park Market, Party on Fifth Ave, Smile Back, Of the Soul, Missed Calls en One Last Thing.

### 2012-2014: Een ander pad
Op 3 januari bracht Cobra Starship een nummer uit getiteld Middle Finger. Mac Miller was samen met deze band verantwoordelijk voor het nummer. Er werd geen videoclip bij gemaakt, omdat men verwachtte dat iedereen die zou afkeuren.
Op 23 maart 2012 bracht hij de mixtape Macadelic uit waaruit de videoclips van de nummers Loud, Thoughts From A Balcony, Clarity en America ontstonden. Aan zijn muziek was te horen dat hij een muzikaal ander pad dracht te bewandelen. Zijn nummers werden trager en persoonlijker en er werden andere producers bij betrokken dan op voorgaande platen. Ook drugsgebruik speelde een rol in de verandering van zijn muziek. Ook vertelde hij hier veel over op de mixtape. Mac Miller was verslaafd, voornamelijk aan Purple Drank, in de volksmond ook wel bekend als Lean.
In oktober bracht hij een video genaamd He Who Ate All The Caviar uit. Dit nummer kan ook wel gezien worden als een parodie op zichzelf. Echter kwam er veel kritiek op aangezien hij er onverzorgd uitzag. Hij leek dikker te zijn geworden en ook in het gezicht zag hij er anders uit. Wel liet hij natijd weten dat het nummer inderdaad als grap is uitgebracht en dus geen onderdeel zal zijn van zijn nieuwe album.
Op 8 november bracht hij de videoclip van One Last Thing, het laatste nummer van Blue Slide Park, uit met als reden het eenjarige bestaan van zijn album Blue Slide Park dat een jaar eerder uit kwam. Drie dagen later bracht hij zijn tweede ep uit: You. De mixtape bestaat uit jazznummers. Opvallend is dat deze ep niet aangekondigd was, zoals bij alle andere mixtapes, ep's en albums wel het geval was geweest.
Zoals hij een jaar eerder bekendmaakte zou Mac Miller begin 2013 een mixtape en een album uitbrengen onder de namen Pink Slime en Watching Movies with the Sound Off. Op 3 mei van dat jaar maakte hij bekend dat Watching Movies with the Sound Off zal verschijnen op 18 juni 2013. Pink Slime wordt in ieder geval niet uitgebracht voor het uitkomen van het album. Uiteindelijk kwam de tape helemaal niet uit.
Op 24 april bracht hij het nummer S.D.S. uit, het eerste nummer van zijn nieuwe album. Hierna bracht Mac Miller in een sneltrein ook andere nummers uit, waaronder twee andere van zijn toekomstige album. Hij bracht een jazz-versie van S.D.S. uit met The Internet en het nummer Objects in the Mirror, eveneens een Jazz-versie en met The Internet. Daarnaast bracht hij twee nummers van zijn toekomstige album Watching Movies with the Sound Off: Watching Movie's en snel daarna Goosebumpz. Watching Movie's kwam uiteindelijk als single met videoclip uit.
Op 8 juli bracht hij de videoclip Gees uit samen met SchoolBoy Q. Amper twee weken later (22 juli) bracht hij samen met zangeres Niki Randa de videoclip I Am Who Am (Killin' Time) uit. In oktober bracht hij de videoclip voor 'The Star Room' uit. Deze video kent deels dezelfde opzet als de eerdere videoclip I Am Who Am. Aan het einde van de maand trad hij samen met Lil Wayne op in het Ziggo Dome in Amsterdam. Ze waren bezig met een tournee die eigenlijk al in maart zou plaatsvinden met 2 Chainz. Hij zegde af. Diezelfde dag bracht hij een live videoclip uit van 'Youforia', samen met The Internet.
Op 1 november bracht hij een mixtape uit genaamd Delusional Thomas. Een alter ego van Mac Miller. Zijn laatste nummer is zelfs een featuring met Mac Miller.
Een maand later bracht hij onverwachts een livealbum uit, getiteld Live from Space. Het grootste deel is afkomstig van zijn eerdere album Watching Movies with the Sound Off, enkelen komen van de mixtapes Macadelic en Best Day Ever of is nooit eerder uitgebracht.
Op 14 januari 2014 werd bekend dat Mac Miller niet langer onder contract stond bij Rostrum Records. Op 15 februari 2014 bracht hij een videoclip voor zijn albumtrack Avian uit. Twee maanden later bracht hij een mixtape uit, genaamd Faces. De tape heeft liefs 24 nummers. Op deze mixtape leek hij weer een stap te hebben gezet in de sound die hij al enkele jaren ontwikkelde. Nummers werden weer persoonlijker en vager. Enkel het nummer Diablo kreeg een videoclip. Op 21 oktober 2014 kwam naar buiten dat hij met zijn label REMember Music onder beheer komt te staan van Warner Bros voor tien miljoen dollar.

### 2015-2018:GO:OD AMenThe Divine Feminine

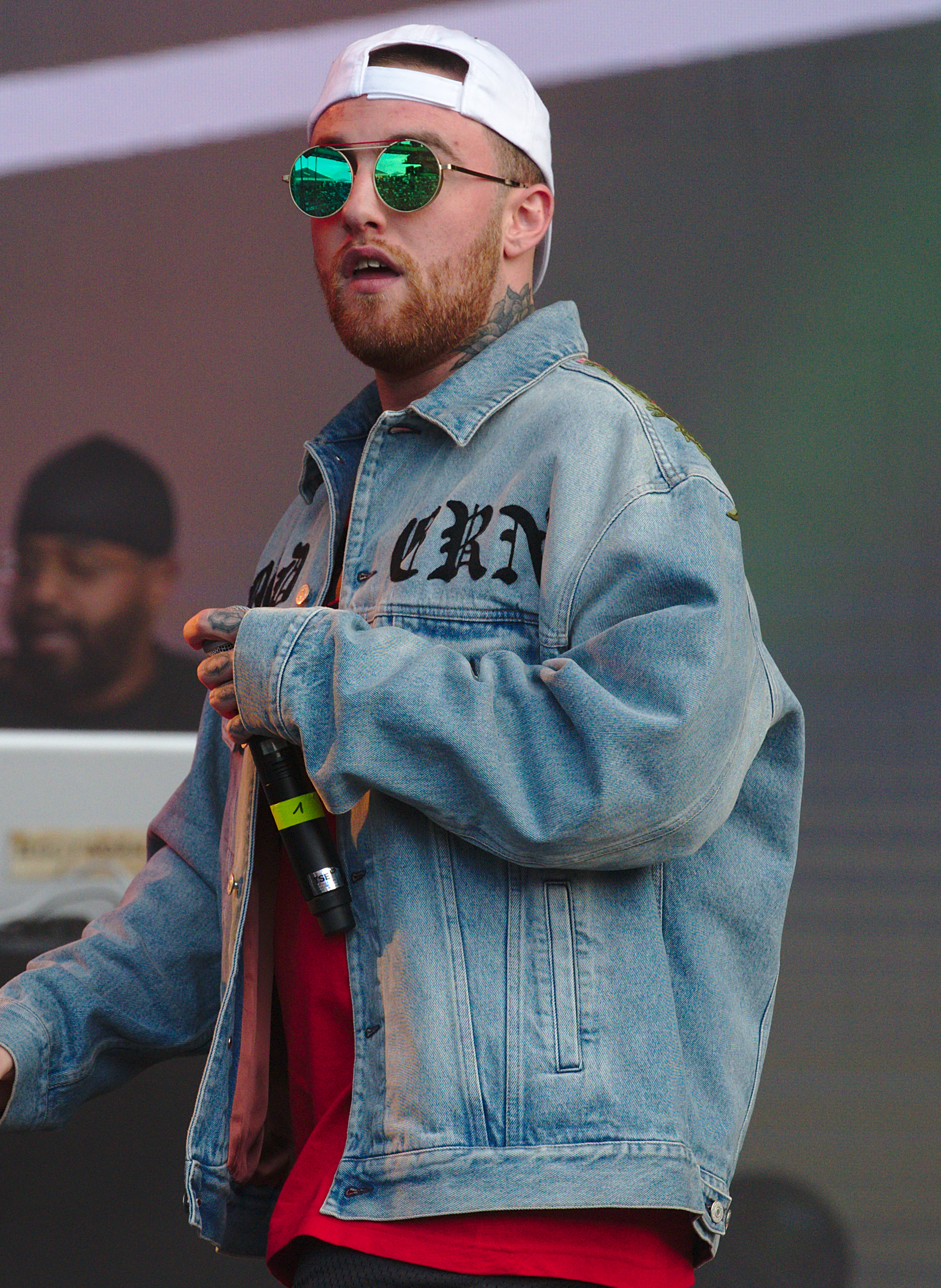
Mac Miller tijdens een optreden in Duitsland, 2017

Op 30 juli 2015 werd bekend dat zijn derde studioalbum klaar is. Op 5 augustus kwam hij ook daadwerkelijk uit. In de tussentijd was Mac Miller afgekickt, alhoewel hij naar eigen zeggen drugs bleef gebruiken. Zijn muziek klonk echter wél toegankelijker. GO:OD AM kwam binnen als nummer vier in de Billboard's. Met twee nummers kwam hij in de categorie r&b binnen op 28 en 46. 100 Grandkids, Brand Name en Weekend kregen een videoclip. Veel nummers zijn opgenomen met louter instrumenten.
Al een jaar later bracht hij zijn meest recente album uit: The Divine Feminine. In eerste instantie zou deze tape slechts een ep worden. Van de nummers Stay, Dang en Cinderella kwamen videoclips uit. Laatstgenoemde is een liefst twaalf minuut durende clip. Ook op deze tape maakte hij veel gebruik van instrumenten en het grootste gedeelte van de tape is gezongen.

## Producer
Mac Miller maakte ook beats. Soms gebruikte hij deze in eigen nummers, maar zijn beats worden ook gebruikt door andere artiesten. Als producer gebruikte Mac Miller soms een andere naam. Deze naam komt met name tot toepassing bij jazznummers. Zijn ep You staat dan ook op naam van Larry Lovestein, zijn andere artiestennaam. Zijn mixtape 'Run on Sentences Vol. 1' produceerde hij onder de naam Larry Fisherman. Deze mixtape bestaat wel uit hiphop beats. Daarnaast heeft hij ook in 2013 de mixtape Stolen Youth geproduceerd voor Vince Staples.
In 2012 klaagde rapper en producent Lord Finesse Mac Miller, Rostrum Records en DatPiff aan voor het zonder toestemming gebruiken van de beat van zijn nummer Hip 2 Da Game. Mac Miller gebruikte de beat in het nummer Kool-Aid en Frozen Pizza. Maar aangezien het nummer niet commercieel gebruikt is zou de enige reden waarom Lord Finesse recht op geld zou hebben door de advertenties op YouTube. In plaats daarvan gelooft Lord Finesse dat de beat heeft bijgedragen aan het succes van de rapper. Opvallend is wel dat Lord Finesse de beat zelf na heeft gemaakt van pianist Oscar Peterson. Lord Finesse zegt recht op tien miljoen dollar te hebben.

## Persoonlijk

### Idolen
Mac Miller zag Lauryn Hill, Big L, A Tribe Called Quest, de Beastie Boys en Outkast als zijn voorbeelden op het gebied van muziek. Ook zag hij Wiz Khalifa als een groot voorbeeld, maar ook als vriend. Zo zei hij ooit: "Wiz is als een grote broer voor me. Ook buiten de muziekwereld. Hij is gewoon mijn "homie", of ik nou muziek maak of niet."

### Alter ego
Mac Miller had ook een alter ego. Hij noemde zichzelf namelijk ook "Larry Lovestein" of Larry Fisherman. Toen hij te gast was bij het programma Ridiculousness antwoordde hij op de vraag van presentator Rob Dyrdek wie Larry Lovestein was, dat Larry Lovestein een Joodse producer van met name jazz is.

### Verslaving
Mac Miller gaf in januari 2013 toe verslaafd te zijn geweest. Namelijk aan promethazine en codeïne wat hij mengde en ook wel "Purple Drank" of "Lean" wordt genoemd. De reden voor deze verslaving was om de stress die zijn mixtape Macadelic bracht. Met name voor de Macadelic Tour in 2012. Aan het tijdschrift Complex vertelde hij in januari 2013: "Ik hou van Lean, het is geweldig. Ik was niet vrolijk en door Lean werd ik dat wel. Maar ik was zo de weg kwijt dat ik het altijd was en dat was slecht. Mijn vrienden konden me er niet meer van af houden. Ik was verloren." Zijn vriend Jimmy Murton zei: "Ik zag hem mentaal veranderen. Ik herinnerde hem eraan dat het slecht is als je je laat voelen zoals je je wilt voelen. Je probeert alles van hoe je je niet wilt voelen aan de kant te schuiven. Je sluit je af van alles en iedereen. Gezien de hoeveelheid Lean die hij dronk leek het ongelofelijk dat hij kon stoppen. Het was een van de moeilijkste dingen die hij ooit heeft gedaan." Mac Miller stopte met het drinken van Lean in november 2012. De grootste reden om dit te doen was om zijn opkomende reality show: Mac Miller and the Most Dope Family. Op 7 september 2018 overleed Mac Miller door het mengen van drugs met schadelijke stoffen.

### Relaties
Mac Miller had een relatie met Ariana Grande. Samen hebben ze ook enkele nummers gemaakt. Na de aanslag in Manchester op 22 mei 2017 trad ze op bij een benefietconcert ten bate van de slachtoffers en de nabestaanden van deze aanslag, genaamd One Love Manchester. Ook Mac Miller was hierbij aanwezig en vergezelde haar bij enkele nummers op het podium.

## Overlijden
Mac Miller overleed op 7 september 2018 op 26-jarige leeftijd in zijn woning in de wijk Studio City in Los Angeles. De doodsoorzaak is een overdosis cocaïne en fentanyl in combinatie met alcohol.

## Prijzen en nominaties
- 2010, prijs: Pittsburgh hip-hop awards: beste videoclip van het jaar: Live Free.
- 2010, prijs: Pittsburgh hip-hop awards: beste artiest onder 21.
- 2011, nominatie: XXL Freshman (talentvolle opkomende rappers, hierin valt niks te winnen).
- 2019, postuum nominatie: Grammy Best Rap Album: Swimming.

## Discografie

### Albums
- 2011: Blue Slide Park
- 2013: Watching Movies with the Sound Off
- 2013: Live From Space
- 2015: GO:OD AM
- 2016: The Divine Feminine
- 2018: Swimming
- 2020: Circles
- 2025: Balloonerism

### Mixtapes
- 2007: But My Mackin’ Ain’t Easy (als Easy Mac)
- 2008: How High: The Mixtape (met The Ill Spoken)
- 2009: Music 4 Tha Mynd Vol. 3
- 2009: The Jukebox: Prelude To Class Clown
- 2009: The High Life
- 2010: Sour Hour
- 2010: K.I.D.S.
- 2011: Best Day Ever
- 2011: I Love Life, Thank You
- 2011: Piffsburgh
- 2011: Mac and Yellow
- 2011: Black Friday
- 2012: Macadelic
- 2013: 92 Til Infinity
- 2013: Delusional Thomas
- 2014: Faces

### Ep's
- 2011: On And On And Beyond
- 2012: You
- 2013: Pink Slime (met Pharrell Williams)

### Muziekvideo's
- 2009: Get it on the Floor (remix)
- 2009: On Some Real Shit (100,000 Bars)
- 2009: Cruisin’
- 2009: Got a Clue
- 2009: Snap Back
- 2009: Ladies and Gentlemen (freestyle)
- 2009: Live Free
- 2010: Another Night
- 2010: Don’t Mind If I Do
- 2010: Nikes on my Feet
- 2010: La La La La
- 2010: Kool Aid & Frozen Pizza
- 2010: Senior Skip Day
- 2010: Knock Knock
- 2011: Donald Trump
- 2011: Get Up!
- 2011: Wear my Hat
- 2011: Best Day Ever (ook bekend als BDE Bonus)
- 2011: Frick Park Market
- 2011: Smile Back
- 2011: Party on Fifth Ave
- 2011: Of the Soul
- 2012: Loud
- 2012: Thoughts from a Balcony
- 2012: Clarity
- 2012: Missed Calls
- 2012: America (met Casey Veggies en Joey Badass)
- 2012: He Who Ate All The Caviar
- 2012: One Last Thing
- 2013: S.D.S. (Somebody do Something)
- 2013: Objects In The Mirror (met The Internet)
- 2013: S.D.S. (Somebody Do Something, met The Internet)
- 2013: Watching Movies
- 2013: Gees (met ScHoolboy Q)
- 2013: I Am Who I Am (Killin' Time) (met Niki Randa)
- 2013: The Star Room (met Delusional Thomas)
- 2014: Avian
- 2014: Diablo
- 2015: 100 Grandkids
- 2015: Brand Name
- 2016: Weekend (met Miguel)
- 2016: Dang! (Anderson .Paak)
- 2016: Stay
- 2016: My Favorite Part (met Ariana Grande)
- 2017: Cinderella (met Ty Dolla $ign)
- 2018: Self Care
- 2019: Good News

### Als gastrapper
- 2012: Middle Finger (met Cobra Starship)
- 2013: The Way (met Ariana Grande)
- 2013: Guild (met Earl Sweatshirt)
- 2015: Monday ( met EarthGanG)

### Tournees
- 2011: The Incredibly Dope Tour
- 2011: Blue Slide Park Tour
- 2012: Macadelic Tour
- 2012: Under the Influence of Music Tour (met Wiz Khalifa)
- 2013: The Space Migration Tour
- 2015: GO:OD AM Tour

Voor de afspeellijsten van de albums, mixtapes en ep's, zie onder.

## Albums

### Blue Slide Park
Blue Slide Park is het eerste album van Mac Miller. Het album kwam uit op 8 november 2011. Het album kent zestien nummers die door het merendeel geproduceerd zijn door I.D. Labs. Ook Ritz Reynolds leverde een belangrijk aandeel aan het album. Zo werd het door geproduceerde nummer Missed Calls een hit en werd ook het intro-nummer door hem geproduceerd. Aan het maken van de muziek kenden Kulousek en Dan een groot aandeel. Samen met Mac Miller zelf maakten ze de beats van de hits Frick Park Market en Smile Back. Van één nummer maakte Mac Miller de beat helemaal alleen. Zijn hit Missed Calls kent een beat die hij in zijn eentje in elkaar heeft gezet.
| Nr. | Titel              | Duur |
| --- | ------------------ | ---- |
| 1.  | English Lane       | 1:35 |
| 2.  | Blue Slide Park    | 2:25 |
| 3.  | Party on Fifth Ave | 2:53 |
| 4.  | PA Nights          | 3:04 |
| 5.  | Frick Park Market  | 3:17 |
| 6.  | Smile Back         | 2:44 |
| 7.  | Under the Weather  | 4:21 |
| 8.  | Of the Soul        | 3:28 |
| 9.  | My Team            | 2:23 |
| 10. | Up All Night       | 3:29 |
| 11. | Loitering          | 3:11 |
| 12. | Hole in My Pocket  | 0:36 |
| 13. | Diamonds & Gold    | 3:20 |
| 14. | Missed Calls       | 2:58 |
| 15. | Man in the Hat     | 3:17 |
| 16. | One Last Thing     | 2:59 |

### Watching Movies with the Sound Off
Op 18 juni 2013 kwam zijn tweede album genaamd Watching Movies with the Sound Off uit. Dit album is vergeleken met Blue Slide Park compleet anders. In dit album komt Mac Millers nieuwe stijl van rappen naar boven. Sinds het uitkomen van Blue Slide Park is Miller namelijk een andere weg ingeslagen, namelijk richting psychische rap. De nummers S.D.S. (Somebody Do Something), Watching Movies, I Am Who Am (Killin’ Time) en Gees zijn momenteel de nummers met een muziekvideo.
| Nr. | Titel                                                           | Duur |
| --- | --------------------------------------------------------------- | ---- |
| 1.  | The Star Room                                                   | 4:35 |
| 2.  | Avian                                                           | 3:16 |
| 3.  | I'm Not Real (met Earl Sweatshirt)                              | 3:23 |
| 4.  | S.D.S. (Somebody Do Something)                                  | 3:04 |
| 5.  | Bird Call                                                       | 2:08 |
| 6.  | Matches (Ab-Soul)                                               | 2:58 |
| 7.  | I Am Who Am (Killin’ Time) (met Niki Randa)                     | 5:01 |
| 8.  | Objects in the Mirror                                           | 4:19 |
| 9.  | Red Dot Music (met Action Bronson en Loaded Lux)                | 6:07 |
| 10. | Gees (met Schoolboy Q)                                          | 2:55 |
| 11. | Watching Movies                                                 | 3:40 |
| 12. | Suplexes Inside of Complexes and Duplexes (met Jay Electronica) | 2:47 |
| 13. | REMember                                                        | 4:28 |
| 14. | Someone Like You                                                | 4:16 |
| 15. | Aquarium                                                        | 4:38 |
| 16. | Youforia                                                        | 4:01 |
| 17. | Goosebumpz (Bonus Track)                                        | 3:22 |
| 18. | O.K. (Bonus Track) (met Tyler en The Creator)                   | 2:40 |
| 19. | Claymation (Bonus Track) (met Vinny Radio)                      | 3:52 |

### On And On And Beyond
On And On And Beyond is de eerste ep van de rapper. De ep kwam online op 29 maart 2011. De nummers "Another Night" en "Live Free" staan ook op Mac Millers mixtape The High Life uit 2009. "Life Ain't Easy" en "In the Air" staan ook op Best Day Ever uit 2011. The ep stond in de US Billboard 200 op 16 april 2011 op 55.
| Nr. | Titel           | Producer(s) | Duur |
| --- | --------------- | ----------- | ---- |
| 1.  | Put It On       |             | 3:15 |
| 2.  | Live Free       |             | 3:13 |
| 3.  | On and On       |             | 3:10 |
| 4.  | Life Ain't Easy |             | 2:41 |
| 5.  | In the Air      |             | 2:57 |
| 6.  | Another Night   |             | 2:56 |

### You
You is de tweede ep van de rapper. De ep kwam online op 20 november 2012. De ep werd zonder enige vooraankondiging online gezet op DatPiff.com. Opvallend aan de ep is dat de muziek totaal anders is dan de muziek die Mac Miller in mixtapes, albums en in zijn andere ep (On And On And Beyond). Psychedelische Hip-Hop komt te pas in deze ep. Heden is de ep 200.000 keer bekeken, 60.000 keer beluisterd en 50.000 keer gedownload.
| Nr. | Titel           | Duur |
| --- | --------------- | ---- |
| 1.  | Life Can Wait   | 4:22 |
| 2.  | Love Affair     | 4:42 |
| 3.  | Suspicions      | 3:40 |
| 4.  | A Moment 4 Jazz | 3:43 |
| 5.  | You             | 5:52 |

## Mixtapes

### But My Mackin Ain't Easy
But My Mackin Ain't Easy is de eerste mixtape van de rapper. De mixtape is niet door een website of maatschappij die een licentie heeft online vrijgegeven waardoor het precieze aantal kijkers, luisteraars en downloads onduidelijk is. Toen de mixtape uitkwam was hij 15 jaar oud. De mixtape is gemaakt in de tijd dat hij nog een duo vormde bij The Ill Spoken. Het nummer Cruise is veruit het bekendste nummer.
| Nr. | Titel                 | Duur |
| --- | --------------------- | ---- |
| 1.  | Bars For Days         | 3:44 |
| 2.  | Come Around           | 4:32 |
| 3.  | Cruise                | 4:35 |
| 4.  | Get Mines             | 4:43 |
| 5.  | In Love With This Bud | 2:52 |
| 6.  | J's On My Feet        | 5:04 |
| 7.  | My Biography          | 3:26 |
| 8.  | Smoke Signals         | 3:28 |
| 9.  | Take Me To Paradise   | 3:49 |

### The Jukebox: Prelude To Class Clown
The Jukebox: Prelude To Class Clown is de vierde mixtape van Mac Miller. De mixtape werd uitgegeven op 6 januari 2009 door DatPiff.com. De mixtape is 700.000 keer bekeken, 230.000 keer beluisterd en 162.500 keer gedownload op diezelfde site. De mixtape was samen met The High Life het album waardoor Rostrum Records besloot de rapper onder contract te zetten.
| Nr. | Titel                              | Duur |
| --- | ---------------------------------- | ---- |
| 1.  | Intro                              | 0:54 |
| 2.  | Sound Like                         | 3:14 |
| 3.  | Barz 4 Days                        | 3:37 |
| 4.  | Pa Hustla                          | 3:11 |
| 5.  | What Up Cousin (R.I.P. Nick)       | 4:09 |
| 6.  | Got a Clue                         | 3:49 |
| 7.  | Get It On The Floor                | 3:03 |
| 8.  | Late Night                         | 3:17 |
| 9.  | Cruisin'                           | 4:11 |
| 10. | Swing Set                          | 3:22 |
| 11. | Love My Name (met John Record)     | 3:21 |
| 12. | Snap Back                          | 2:40 |
| 13. | J's On My Feet                     | 3:58 |
| 14. | On Some Real Shit (100,000 Bars)   | 2:26 |
| 15. | The Chow Line (met Beedie & Max B) | 3:40 |
| 16. | A Night In The Studio              | 3:13 |
| 17. | My Lady                            | 2:29 |
| 18. | Comin' Soon (met John Record)      | 3:03 |
| 19. | Keep My Alive                      | 4:05 |
| 20. | So Far To Go                       | 3:28 |
| 21. | Keep it Rollin'                    | 4:17 |

### The High Life
The High Life is het vijfde mixtape. De mixtape werd uitgegeven op 16 december 2009 door DatPiff.com. De mixtape is 1.110.000 keer bekeken, 275.000 keer beluisterd en 250.000 keer gedownload op diezelfde site. De mixtape was samen met The Jukebox: Prelude To Class Clown het album waardoor Rostrum Records besloot de rapper onder contract te zetten.
| Nr. | Titel                  | Duur |
| --- | ---------------------- | ---- |
| 1.  | The High Life          | 3:46 |
| 2.  | Ridin' High            | 1:48 |
| 3.  | Musical Chairs         | 4:08 |
| 4.  | Live Free              | 3:41 |
| 5.  | Cruisin'               | 4:47 |
| 6.  | 5 O'Clock              | 3:01 |
| 7.  | Jerome Weinberg Speaks | 1:08 |
| 8.  | Class President        | 2:19 |
| 9.  | A Million Dollars      | 2:56 |
| 10. | I'm Ready              | 3:10 |
| 11. | Fly In Her Nikes       | 3:30 |
| 12. | The Finer Things       | 3:26 |
| 13. | Travellin' Man '09     | 4:07 |
| 14. | Cruise Control         | 3:47 |
| 15. | One Of A Kind          | 3:43 |
| 16. | Foolin' Around         | 3:10 |
| 17. | Castle Made of Sand    | 3:39 |
| 18. | Just My Imagination    | 2:32 |
| 19. | Another Night          | 3:33 |
| 20. | Thanks For Coming Out  | 5:24 |
| 21. | Pen Game               | 3:41 |

### Best Day Ever
Best Day Ever is de achtste mixtape. De mixtape werd uitgegeven op 11 maart 2011 door DatPiff.com en 2.400.000 keer bekeken, 915.000 keer beluisterd en 825.000 keer gedownload op dezelfde website. Van de mixtape werden vier nummers als videoclip uitgegeven: "Donald Trump", "Get Up", "Wear My Hat" en "Best Day Ever" (Best Day Ever is de BDE Bonus-versie). Het derde nummer "Donald Trump" stond 80ste in de Billboards 100 Hot. De mixtape is ruim 460.000 keer gedownload en 460.000 keer geluisterd op DatPiff.com.
| Nr. | Titel                           | Duur |
| --- | ------------------------------- | ---- |
| 1.  | Best Day Ever (Intro)           | 2:39 |
| 2.  | Get Up!                         | 2:38 |
| 3.  | Donald Trump                    | 2:44 |
| 4.  | Oy Vey                          | 3:28 |
| 5.  | I'll Be There (met Phonte)      | 3:11 |
| 6.  | Wear My Hat                     | 4:00 |
| 7.  | Wake Up                         | 3:54 |
| 8.  | All Around the World            | 3:41 |
| 9.  | Down the Rabbit Hole            | 3:13 |
| 10. | In the Air                      | 2:53 |
| 11. | Play Ya Cards                   | 2:18 |
| 12. | She Said                        | 2:46 |
| 13. | Life Ain’t Easy                 | 2:37 |
| 14. | Snooze                          | 2:49 |
| 15. | Keep Floatin’ (met Wiz Khalifa) | 4:13 |
| 16. | BDE Bonus                       | 4:12 |

### I Love Life, Thank You
I Love Life, Thank You is de negende mixtape. De mixtape werd uitgegeven op 11 oktober 2011 door DatPiff.com. De reden voor het maken van de mixtape is omdat Mac Miller op Twitter de één miljoen volgers bereikte. De mixtape werd 550.000 keer bekeken, 250.000 keer beluisterd en 210.000 keer gedownload op dezelfde site. Sinds de uitgave werd de mixtape 435.000 keer beluisterd, en 164.000 gedownload. Ook werd de mixtape nog 228.000 keer op DatPiff.com beluisterd, de site die de mixtape uitbracht.
| Nr. | Titel                                                    | Duur |
| --- | -------------------------------------------------------- | ---- |
| 1.  | I Love Life, Thank You                                   | 3:43 |
| 2.  | People Under the Stairs                                  | 1:34 |
| 3.  | Willie Dynamite                                          | 3:58 |
| 4.  | The Scoop On Heaven                                      | 2:42 |
| 5.  | Love Lost                                                | 2:44 |
| 6.  | Pranks 4 Players (met Sir Michael Rocks & Casey Veggies) | 3:04 |
| 7.  | Cold Feet                                                | 1:36 |
| 8.  | Family First (met Talib Kweli)                           | 2:09 |
| 9.  | The Miller Family Reunion                                | 3:13 |
| 10. | Boom Bap Rap (met The Come Up)                           | 3:27 |
| 11. | Just a Kid                                               | 2:48 |
| 12. | All That (met Bun B)                                     | 3:16 |
| 13. | All This                                                 | 3:33 |

### Macadelic
Macadelic is de dertiende mixtape. De mixtape werd uitgegeven op 23 maart 2012 door DatPiff.com. De mixtape is 1.700.000 keer bekeken, 500.000 keer beluisterd en 780.000 keer gedownload op diezelfde site.
Nadat Blue Slide Park en I Love Life, Thank You in 2011 waren uitgekomen, begon Mac Miller aan een nieuw project te werken. Op 23 maart 2012 bracht Mac Miller Macadelic uit en had een release-party in Shout Lounge in Pittsburgh, Pennsylvania. De videoclip voor "Loud" ook werd ook online gezet die dag. Ook is het onderwerp compleet anders vergeleken met zijn voorgaande grote mixtapes. Ook de beats in de nummers hebben een psychedelische invloed. Goede voorbeelden hiervan zijn de nummers 1 Threw 8, Angels, Clarity en het laatste nummer van de mixtape Fuck 'M All. Het tweede nummer van de mixtape, "Desperado", eindigt met de introductie van "Lucy in The Sky With Diamonds" van The Beatles.
De mixtape werd als 50e beste album/mixtape van 2012 genoemd door Complex.
| Nr. | Titel                                               | Duur |
| --- | --------------------------------------------------- | ---- |
| 1.  | Love Me As I Have Loved You                         | 1:15 |
| 2.  | Desperado                                           | 4:00 |
| 3.  | Loud                                                | 3:01 |
| 4.  | Thoughts from a Balcony                             | 3:06 |
| 5.  | Aliens Fighting Robots (met Sir Michael Rocks)      | 4:40 |
| 6.  | Vitamins                                            | 3:43 |
| 7.  | Fight the Feeling (met Kendrick Lamar & Iman Omari) | 5:02 |
| 8.  | Lucky Ass Bitch (met Juicy J)                       | 4:18 |
| 9.  | The Mourning After                                  | 3:08 |
| 10. | 1 Threw 8                                           | 3:57 |
| 11. | Ignorant (met Cam'ron)                              | 3:33 |
| 12. | The Question (met Lil Wayne)                        | 5:54 |
| 13. | Angels (When She Shuts Her Eyes)                    | 3:23 |
| 14. | Sunlight (met Iman Omari)                           | 3:09 |
| 15. | Clarity                                             | 4:35 |
| 16. | America (met Casey Veggies & Joey Badass)           | 4:33 |
| 17. | Fuck 'Em All                                        | 4:23 |

### Run On Sentences Vol. 1
De veertiende mixtape van Mac Miller heeft de naam Run On Sentences Vol. 1. Evenals de mixtape Macadelic gebruikt Mac Miller weer een compleet andere stijl. Overigens bestaat deze mixtape alleen uit zelfgemaakte beats, behalve het laatste nummer: Avocado. Hier rapt hij zelf op. De beats zijn compleet anders vergeleken met de beats van zijn voorgaande mixtapes en zijn album. Het eerste nummer Birthday begint rustig met een vrouw die over een vogel vertelt. Het is een rustig maar raar nummer. Na twee en een halve minuut begint een Oost-Europeaan te vertellen en loopt de beat compleet anders vergeleken met het begin. In het tweede nummer is na 35 seconden een duidelijke toon van het begin van het nummer Get Up te horen. Dat nummer is afkomstig van de mixtape Best Day Ever. Ook in dit nummer worden veel verhalen vertelt. Het zevende nummer op de mixtape heet The Revolution is Coming. Mac Miller heeft al meerdere malen aangegeven een muziekrevolutie te starten. Die boodschap is goed te horen in het nummer S.D.S. van zijn aankomende album Watching Movies With The Sound Off. Op het einde van The Revolution is Coming hoor je een man overdreven schreeuwen. Dit alles maakt de mixtape een heel vreemde.
| Nr. | Titel                      | Duur |
| --- | -------------------------- | ---- |
| 1.  | Birthday                   | 5:44 |
| 2.  | If Poseidon Had a Surfboad | 3:18 |
| 3.  | Novice Space Travel        | 2:17 |
| 4.  | Gelato Party               | 6:10 |
| 5.  | I Am Actually a Fish Alien | 2:33 |
| 6.  | The Revolution is Coming   | 2:01 |
| 7.  | Avocado                    | 6:52 |

- Bibliothèque nationale de France: cb16608384n (data)
- Gemeinsame Normdatei: 1116979748
- International Standard Name Identifier: 0000 0003 5947 9901
- Library of Congress Control Number: no2011168910
- MusicBrainz: a0e8a1b1-5f8f-475a-a253-17415c17d0ff
- Nationale Bibliotheek van Israël: 987007382820105171
- Système universitaire de documentation: 16248495X
- Virtual International Authority File: 219209936
- WorldCat: E39PBJrgF6j9fJ3f3fdPjCV6Kd